# ماري تيريز فورتين
ماري تيريز فورتين (بالإنجليزية: Marie-Thérèse Fortin)‏ (و. 1959 – م) هي ممثلة، من كندا.

## وصلات خارجية
- ماري تيريز فورتين على موقع IMDb (الإنجليزية)
- ماري تيريز فورتين على موقع ألو سيني (الفرنسية)
- ماري تيريز فورتين على موقع أول موفي (الإنجليزية)
- ماري تيريز فورتين على موقع قاعدة بيانات الفيلم (الإنجليزية)
- ماري تيريز فورتين على موقع كينوبويسك (الروسية)